# Матч всех звёзд женской НБА 2002 года
Матч всех звёзд женской НБА 2002 года (англ. 2002 WNBA All-Star Game) — ежегодная показательная баскетбольная игра, прошедшая в понедельник, 15 июля, в Вашингтоне (округ Колумбия) на домашней площадке «Вашингтон Мистикс» «MCI-центр». Эта встреча стала 4-м матчем всех звёзд (ASG) в истории женской национальной баскетбольной ассоциации (ВНБА) и первым, проведённым в столице, второй проходил в 2007 году. Игра транслировалась спортивным кабельным телевизионным каналом ESPN в 7:30 по Североамериканскому восточному времени (ET), а судьями на этом матче работали Боб Трэммел, Тони Браун и Тереза Далем.
Сборная Запада под руководством Майкла Купера в упорной борьбе переиграла сборную Востока Энн Донован со счётом 81:76, тем самым продолжив серию побед до четырёх игр подряд и увеличив счёт в их противостоянии (4:0). Первые три матча всех звёзд ВНБА неизменно выигрывала команда Запада. Самым ценным игроком этого матча была признана Лиза Лесли, представляющая на нём команду «Лос-Анджелес Спаркс».

## Матч всех звёзд

### Составы команд
Игроки стартовых пятёрок матча всех звёзд женской НБА выбираются по итогам электронного голосования, проводимого среди болельщиков на официальном сайте лиги — WNBA.com. Выбор баскетболисток резервного состава команд Востока и Запада проводится путём голосования среди главных тренеров клубов, входящих в конференцию, причём они не могут голосовать за своих собственных подопечных. До 2013 года наставники могли выбрать двух защитников, двух форвардов, одного центрового и ещё двух игроков вне зависимости от их амплуа. В 2014 году позиции форварда и центрового были объединены в единую категорию нападения, после чего наставники команд стали голосовать за двух защитников, трёх игроков нападения и одного игрока независимо от позиции. Если та или иная баскетболистка не может участвовать в ASG из-за травмы или по болезни, то их заменяют специально отобранные для этого резервисты.
По правилам женской НБА на тренерский мостик сборных Запада и Востока назначаются наставники команд, участвовавших в финале прошлого сезона, исключением являются матчи всех звёзд 1999 и 2009 годов. В 2001 году в финальной серии играли команды «Лос-Анджелес Спаркс» и «Шарлотт Стинг», поэтому сборной Запада руководил Майкл Купер, а сборной Востока — Энн Донован. Официально их имена были объявлены женской НБА 1 июня, за полтора месяца до игры.
7 июля ВНБА опубликовала итоги голосования среди зрителей на официальном сайте ассоциации, по результатам которого наибольшее количество голосов набрала Шерил Свупс (97 631), следом за ней расположились Чамик Холдскло (89 381), Тереза Уизерспун (80 973) и Тина Томпсон (75 332). В результате в стартовую пятёрку команды Запада помимо Свупс и Томпсон вошли Лиза Лесли (74 156), Сью Бёрд (70 026) и Тиша Пенишейру (61 926), а в стартовую пятёрку сборной Востока помимо Холдскло и Уизерспун вошли Тари Филлипс (74 156), Тамика Кэтчингс (69 827) и Дон Стэйли (56 993).
10 июля были опубликованы итоги голосования среди главных тренеров команд ВНБА, по результатам которого резервистами Запада стали Мэри Фердинанд, Тамека Диксон, Эдриэнн Гудсон, Мвади Мабика, Кэти Смит и Лорен Джексон. Запасными Востока стали Шэннон Джонсон, Никеша Сейлс, Шери Сэм, Андреа Стинсон, Пенни Тэйлор и Тэмми Саттон-Браун. Однако Холдскло из-за травмы левой лодыжки не смогла принять участие в этом матче, в результате чего образовавшееся вакантное место в стартовой пятёрке Востока заняла Стинсон, на замену которой в состав резервистов Востока была включена Стейси Дейлс.
По результатам голосования четвёртый раз на матч всех звёзд получили вызов Тиша Пенишейру, Тина Томпсон, Никеша Сейлс, Тереза Уизерспун, Лиза Лесли и Чамик Холдскло, третий раз — Шерил Свупс, Кэти Смит, Тари Филлипс, Шэннон Джонсон и Андреа Стинсон и второй раз — Тамека Диксон, Мвади Мабика, Лорен Джексон и Дон Стэйли.
В данной таблице опубликованы полные составы сборных Запада и Востока предстоящего матча.
| Поз.                                              | Игрок             | Команда             | Выбор             |
| Стартовая пятёрка                                 | Стартовая пятёрка | Стартовая пятёрка   | Стартовая пятёрка |
| ------------------------------------------------- | ----------------- | ------------------- | ----------------- |
| З                                                 | Тиша Пенишейру    | Сакраменто Монархс  | 4-й               |
| З                                                 | Сью Бёрд          | Сиэтл Шторм         | 1-й               |
| Ф                                                 | Шерил Свупс       | Хьюстон Кометс      | 3-й               |
| Ф                                                 | Тина Томпсон      | Хьюстон Кометс      | 4-й               |
| Ц                                                 | Лиза Лесли        | Лос-Анджелес Спаркс | 4-й               |
| Запасные игроки                                   |                   |                     |                   |
| З                                                 | Тамека Диксон     | Лос-Анджелес Спаркс | 2-й               |
| З                                                 | Мэри Фердинанд    | Юта Старз           | 1-й               |
| З                                                 | Эдриэнн Гудсон    | Юта Старз           | 1-й               |
| З                                                 | Мвади Мабика      | Лос-Анджелес Спаркс | 2-й               |
| Ф                                                 | Кэти Смит         | Миннесота Линкс     | 3-й               |
| Ф                                                 | Лорен Джексон     | Сиэтл Шторм         | 2-й               |
| Главный тренер: Майкл Купер (Лос-Анджелес Спаркс) |                   |                     |                   |

| Поз.                                        | Игрок              | Команда           | Выбор             |
| Стартовая пятёрка                           | Стартовая пятёрка  | Стартовая пятёрка | Стартовая пятёрка |
| ------------------------------------------- | ------------------ | ----------------- | ----------------- |
| З                                           | Тереза Уизерспун   | Нью-Йорк Либерти  | 4-й               |
| З                                           | Дон Стэйли         | Шарлотт Стинг     | 2-й               |
| Ф                                           | Тамика Кэтчингс    | Индиана Фивер     | 1-й               |
| Ф                                           | Чамик Холдскло[a]  | Вашингтон Мистикс | 4-й               |
| Ц                                           | Тари Филлипс       | Нью-Йорк Либерти  | 3-й               |
| Запасные игроки                             |                    |                   |                   |
| З                                           | Стейси Дейлс[b]    | Вашингтон Мистикс | 1-й               |
| З                                           | Шэннон Джонсон     | Орландо Миракл    | 3-й               |
| З                                           | Никеша Сейлс       | Орландо Миракл    | 4-й               |
| З                                           | Шери Сэм           | Майами Сол        | 1-й               |
| З                                           | Андреа Стинсон[c]  | Шарлотт Стинг     | 3-й               |
| Ф                                           | Пенни Тэйлор       | Кливленд Рокерс   | 1-й               |
| Ц                                           | Тэмми Саттон-Браун | Шарлотт Стинг     | 1-й               |
| Главный тренер: Энн Донован (Шарлотт Стинг) |                    |                   |                   |

- a  Игроки, не принимавшие участие в матче из-за травмы.
- b  Игроки, заменившие в нём травмированных.
- c  Игроки, начавшие игру в стартовой пятёрке, вместо травмированных.

### Ход матча
С самого начала сборная Запада очертила своё преимущество в матче, спустя три с половиной минуты поведя в счёте 9:2, а через шесть минут — 16:5. К середине первой половины встречи положение дел в игре абсолютно не изменилось, команда Запада продолжала уверенно лидировать в игре 25:16. Однако тут уже сборной Востока удались 2 небольших отрезка, во время которых на площадке солировали Тэмми Саттон-Браун и Никеша Сейлс. Сначала сборная Востока вдвое сократила разницу в счёте (25:21), а потом почти догнала своего противника (28:25). Следующие шесть минут прошли в абсолютно равной борьбе, команда Запада, в составе которой особенно выделялась Тина Томпсон, набравшая семь очков подряд, старалась уйти в отрыв, а сборная Востока, ведомая Тамикой Кэтчингс, держала своего оппонента на расстоянии удара и не отпускала его далеко в счёте, разрыв в котором колебался от двух до семи очков. Последний отрезок первой половины встречи вновь немного лучше удался сборной Востока, во время которого она постепенно догоняла команду Запада, а незадолго до свистка сняла на нет его преимущество, и команды ушли на большой перерыв при равном счёте (40:40).
Сразу же после большого перерыва сборной Запада удался небольшой рывок 8:0, но тут же команда Востока совершила ответный рывок 10:0, в результате которого впервые вышла вперёд в матче 50:48. После этого вторая половина встречи прошла в абсолютно равной борьбе, небольшое преимущество переходило от Запада к Востоку и наоборот, которое не превышало трёх очков. Развязка наступила в самом конце встречи, в течение 51-й секунды Лиза Лесли дважды заблокировала броски Тари Филлипс, а точные штрафные в исполнении Тины Томпсон вывели сборную Запада вперёд 77:76. В оставшееся до финального свистка время Андреа Стинсон за 36 секунд до конца матча и вновь Тари Филлипс за 11 секунд до сирены об окончании встречи смазали свои броски, а Шерил Свупс и Тина Томпсон оказались на высоте и забили все четыре броска с линии штрафных. В итоге матч завершился победой команды Запада со счётом 81:76, которая четвёртый раз подряд выиграла матч всех звёзд.
Самым ценным игроком этого матча была признана Лиза Лесли из «Лос-Анджелес Спаркс», которая набрала 18 очков, совершила 14 подборов, сделала 1 перехват и 4 блок-шота. Кроме того лучшими игроками этой встречи, предопределившими победу команды Запада, стали Тина Томпсон, набравшая 20 очков и 7 подборов, Лорен Джексон, набравшая 15 очков и 6 подборов и Шерил Свупс, набравшая 11 очков, 6 подборов и 3 передачи. Лучшими игроками сборной Востока стали Тамика Кэтчингс, набравшая 12 очков и 9 подборов, Андреа Стинсон, набравшая 9 очков, Пенни Тэйлор, набравшая 9 очков и 3 подбора, Тэмми Саттон-Браун, набравшая 9 очков и 4 подбора и Никеша Сейлс, набравшая также 9 очков.
| 15 июля 2002 года 7:30 pm (ET) | Протокол | Сборная Запада                   | 81:76    | Сборная Востока    | MCI-центр, Вашингтон (округ Колумбия) Зрителей: 19 487 Судьи: Боб Трэммел № 10 Тереза Далем № 19 Тони Браун № 20 | ESPN |
| 15 июля 2002 года 7:30 pm (ET) | Протокол | Счёт по половинам: 40:40, 41:36. |          |                    | MCI-центр, Вашингтон (округ Колумбия) Зрителей: 19 487 Судьи: Боб Трэммел № 10 Тереза Далем № 19 Тони Браун № 20 | ESPN |
| 15 июля 2002 года 7:30 pm (ET) | Протокол | Тина Томпсон 20                  | Очки     | Тамика Кэтчингс 12 | MCI-центр, Вашингтон (округ Колумбия) Зрителей: 19 487 Судьи: Боб Трэммел № 10 Тереза Далем № 19 Тони Браун № 20 | ESPN |
| 15 июля 2002 года 7:30 pm (ET) | Протокол | Лиза Лесли 14                    | Подборы  | Тари Филлипс 10    | MCI-центр, Вашингтон (округ Колумбия) Зрителей: 19 487 Судьи: Боб Трэммел № 10 Тереза Далем № 19 Тони Браун № 20 | ESPN |
| 15 июля 2002 года 7:30 pm (ET) | Протокол | Сью Бёрд 7                       | Передачи | Дон Стэйли 5       | MCI-центр, Вашингтон (округ Колумбия) Зрителей: 19 487 Судьи: Боб Трэммел № 10 Тереза Далем № 19 Тони Браун № 20 | ESPN |

### Полная статистика матча
В данной таблице показан подробный статистический анализ этого матча.

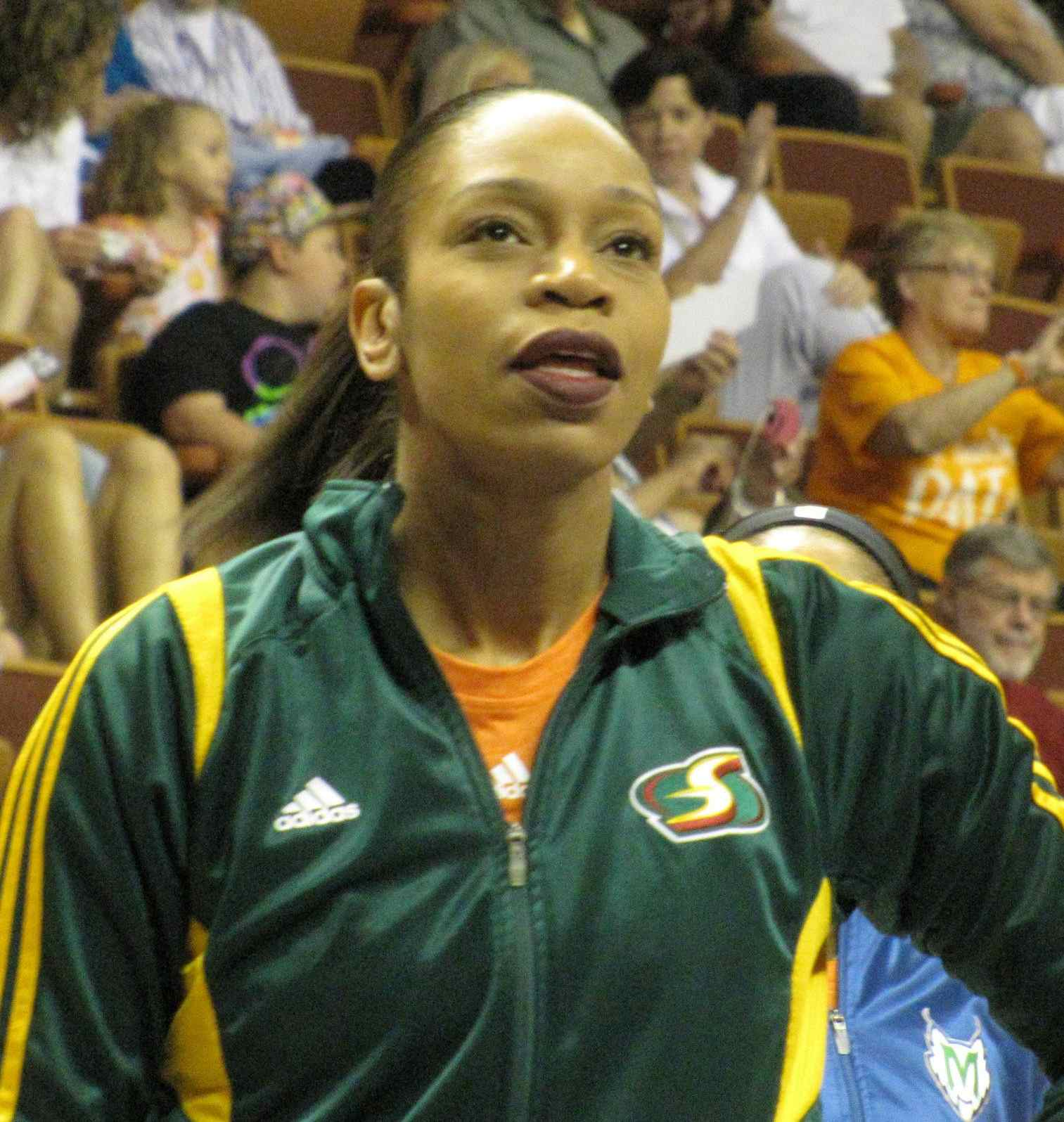
Тина Томпсон, лучший игрок матча по очкам (20)
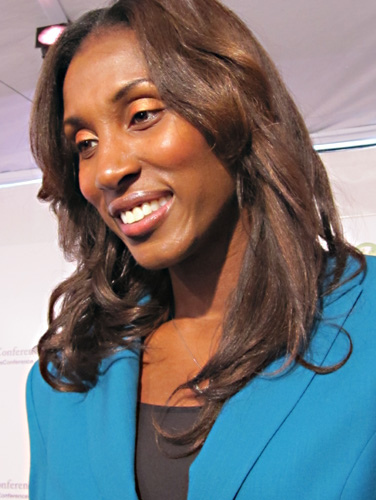
Лиза Лесли, лучшая по подборам (14) и MVP матча
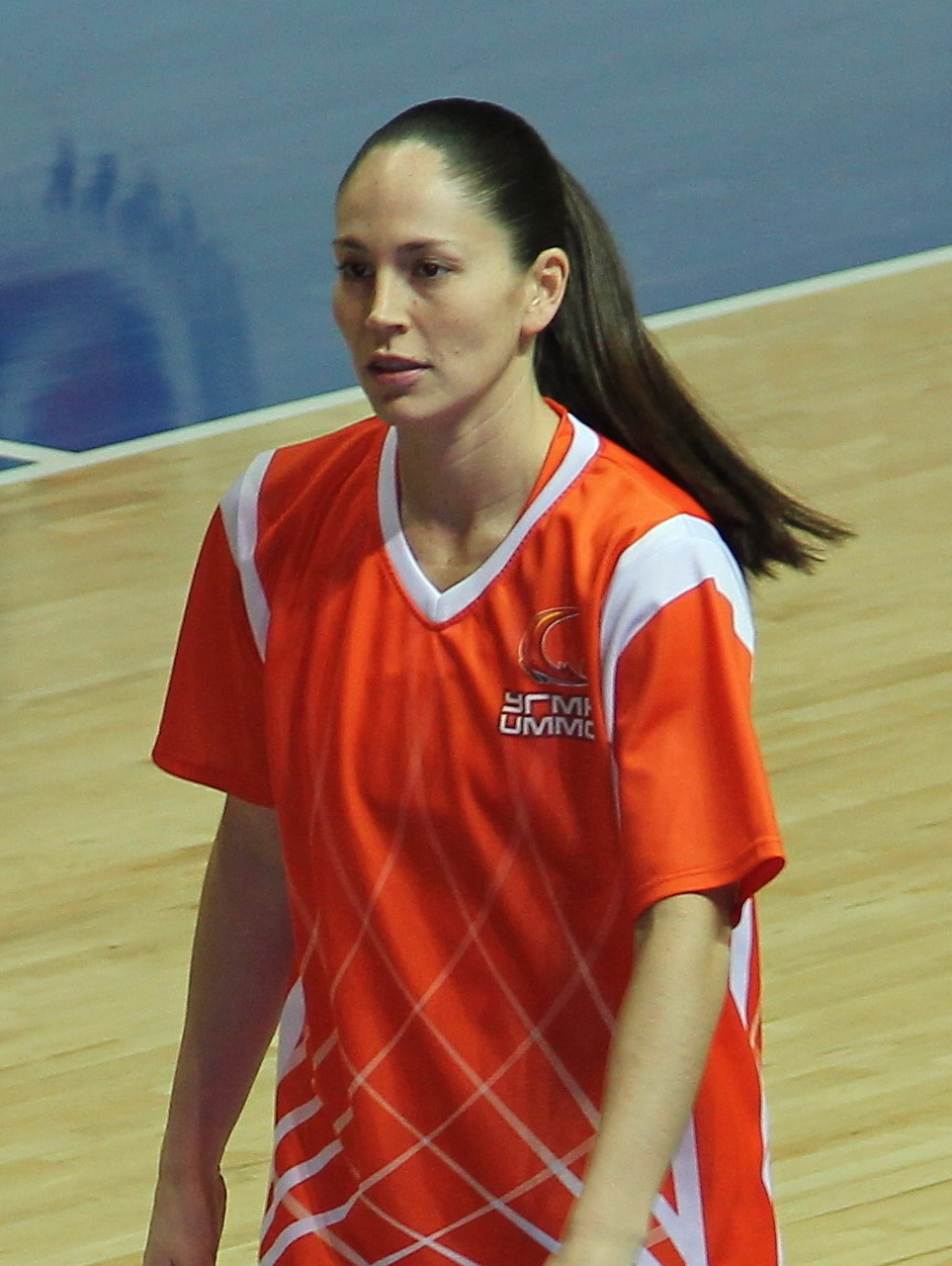
Сью Бёрд, лучший игрок матча по передачам (7)
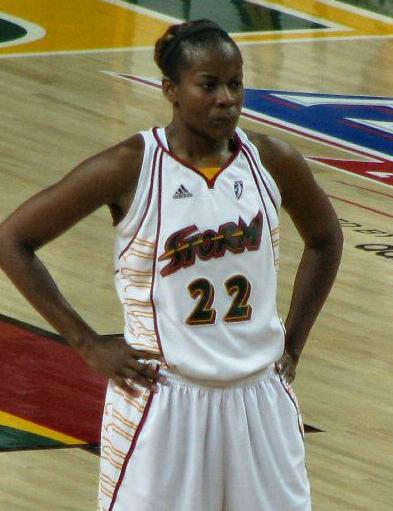
Шерил Свупс, лучший игрок матча по перехватам (2)
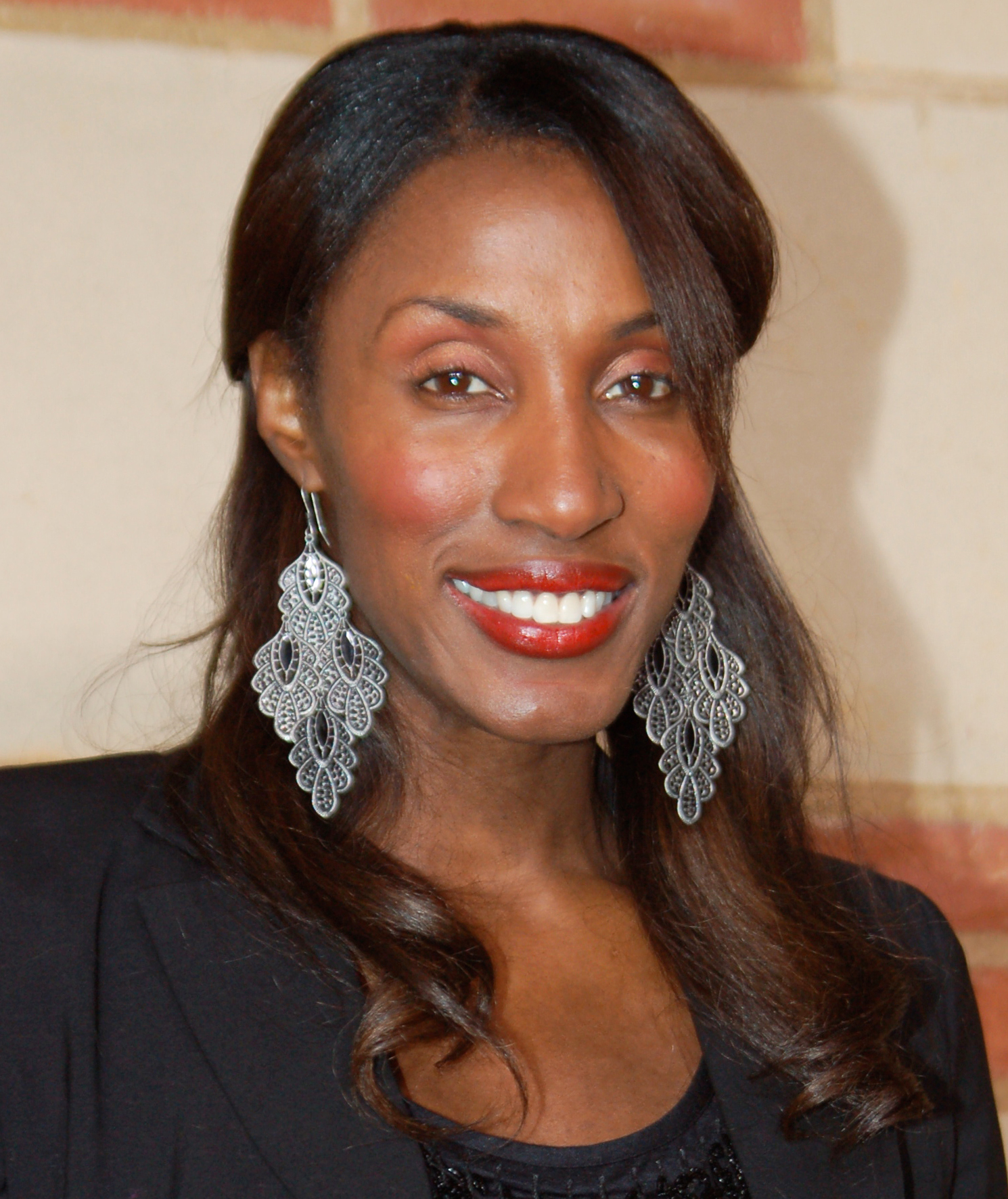
Лиза Лесли, лучший игрок матча по блок-шотам (4)

| Звёзды Западной конференции |                            |        |       |      |       |     |     |     |     |    |    |     |    |     |
| Стартовая пятёрка           | Команда                    | MIN    | FG    | 3P   | FT    | OFF | DEF | TOT | AST | ST | BS | TOV | PF | PTS |
| Тиша Пенишейру              | Сакраменто Монархс         | 22     | 1-1   | 0-0  | 0-0   | 0   | 1   | 1   | 2   | 2  | 1  | 2   | 2  | 2   |
| Сью Бёрд                    | Сиэтл Шторм                | 21     | 1-8   | 0-5  | 0-0   | 4   | 1   | 5   | 7   | 1  | 0  | 1   | 0  | 2   |
| Шерил Свупс                 | Хьюстон Кометс             | 23     | 4-12  | 0-1  | 3-4   | 5   | 1   | 6   | 3   | 2  | 0  | 2   | 1  | 11  |
| Тина Томпсон                | Хьюстон Кометс             | 28     | 7-16  | 1-3  | 5-6   | 3   | 4   | 7   | 0   | 2  | 1  | 2   | 2  | 20  |
| Лиза Лесли[d]               | Лос-Анджелес Спаркс        | 28     | 6-13  | 0-1  | 6-10  | 3   | 11  | 14  | 0   | 1  | 4  | 4   | 2  | 18  |
| Запасные игроки             |                            |        |       |      |       |     |     |     |     |    |    |     |    |     |
| Тамека Диксон               | Лос-Анджелес Спаркс        | 13     | 2-6   | 1-3  | 0-0   | 0   | 1   | 1   | 0   | 0  | 0  | 2   | 0  | 5   |
| Мэри Фердинанд              | Юта Старз                  | 9      | 1-3   | 0-0  | 0-0   | 0   | 0   | 0   | 1   | 0  | 0  | 1   | 0  | 2   |
| Эдриэнн Гудсон              | Юта Старз                  | 9      | 0-2   | 0-1  | 0-0   | 0   | 1   | 1   | 0   | 0  | 0  | 0   | 0  | 0   |
| Мвади Мабика                | Лос-Анджелес Спаркс        | 16     | 1-5   | 0-3  | 0-0   | 1   | 5   | 6   | 1   | 0  | 0  | 1   | 1  | 2   |
| Кэти Смит                   | Миннесота Линкс            | 11     | 2-4   | 0-2  | 0-0   | 0   | 3   | 3   | 4   | 0  | 0  | 2   | 1  | 4   |
| Лорен Джексон               | Сиэтл Шторм                | 20     | 6-11  | 2-3  | 1-1   | 2   | 4   | 6   | 0   | 1  | 1  | 0   | 4  | 15  |
| Всего                       |                            | 200:00 | 31-81 | 4-22 | 15-21 | 18  | 32  | 50  | 18  | 9  | 7  | 17  | 13 | 81  |
| Главный тренер              | Майкл Купер (Лос-Анджелес) |        |       |      |       |     |     |     |     |    |    |     |    |     |

| Звёзды Восточной конференции |                       |        |       |      |       |     |     |     |     |    |    |     |    |     |
| Стартовая пятёрка            | Команда               | MIN    | FG    | 3P   | FT    | OFF | DEF | TOT | AST | ST | BS | TOV | PF | PTS |
| Тереза Уизерспун             | Нью-Йорк Либерти      | 21     | 2-3   | 0-1  | 0-0   | 0   | 2   | 2   | 2   | 2  | 1  | 4   | 1  | 4   |
| Дон Стэйли                   | Шарлотт Стинг         | 18     | 2-5   | 0-0  | 0-0   | 1   | 3   | 4   | 5   | 1  | 0  | 1   | 0  | 4   |
| Тамика Кэтчингс              | Индиана Фивер         | 21     | 4-12  | 2-5  | 2-2   | 3   | 6   | 9   | 1   | 1  | 4  | 1   | 3  | 12  |
| Андреа Стинсон               | Шарлотт Стинг         | 20     | 3-10  | 1-4  | 2-2   | 0   | 1   | 1   | 2   | 1  | 0  | 1   | 3  | 9   |
| Тари Филлипс                 | Нью-Йорк Либерти      | 22     | 1-9   | 0-0  | 2-2   | 5   | 5   | 10  | 0   | 0  | 0  | 5   | 6  | 4   |
| Запасные игроки              |                       |        |       |      |       |     |     |     |     |    |    |     |    |     |
| Стейси Дейлс                 | Вашингтон Мистикс     | 11     | 1-5   | 1-3  | 0-0   | 1   | 2   | 3   | 0   | 0  | 0  | 0   | 0  | 3   |
| Шэннон Джонсон               | Орландо Миракл        | 20     | 2-7   | 2-6  | 0-0   | 2   | 0   | 2   | 3   | 1  | 0  | 0   | 3  | 6   |
| Никеша Сейлс                 | Орландо Миракл        | 14     | 3-11  | 0-2  | 3-3   | 1   | 0   | 1   | 0   | 2  | 0  | 2   | 2  | 9   |
| Шери Сэм                     | Майами Сол            | 19     | 3-9   | 1-4  | 0-0   | 2   | 3   | 5   | 2   | 1  | 0  | 0   | 1  | 7   |
| Пенни Тэйлор                 | Кливленд Рокерс       | 17     | 4-8   | 0-2  | 1-1   | 1   | 2   | 3   | 0   | 2  | 0  | 0   | 0  | 9   |
| Тэмми Саттон-Браун           | Шарлотт Стинг         | 17     | 3-5   | 0-0  | 3-4   | 1   | 3   | 4   | 1   | 0  | 3  | 0   | 1  | 9   |
| Всего                        |                       | 200:00 | 28-84 | 7-27 | 13-14 | 17  | 27  | 44  | 16  | 11 | 8  | 14  | 20 | 76  |
| Главный тренер               | Энн Донован (Шарлотт) |        |       |      |       |     |     |     |     |    |    |     |    |     |

- d  Жирным курсивным шрифтом выделена статистика самого ценного игрока матча.